# 헌장 도시
헌장 도시(憲章都市, 독일어: Statutarstadt, 체코어: Statutární město)는 도시법에 따라 지방 자치체에서 독립된 형태로 존재하는 도시로 오스트리아와 체코에 존재한다.

## 오스트리아
오스트리아 연방 헌법에서는 인구가 20,000명 이상인 도시는 헌장 도시 승인을 요청할 수 있다고 규정되어 있다. 오스트리아 연방 정부와 주 정부의 승인을 받으면 독자적인 도시 헌장을 보유한 주법이 제정된다. 헌장 도시는 어느 구에도 속하지 않으며 구에서 소관하는 업무를 수행한다. 오스트리아에는 현재 15개의 헌장 도시가 존재한다.
- 부르겐란트주
  - 아이젠슈타트 (1921년)
  - 루스트 (1921년)

- 케른텐주
  - 클라겐푸르트 (1850년)
  - 필라흐 (1932년)

- 니더외스터라이히주
  - 크렘스안데어도나우 (1938년)
  - 장크트푈텐 (1922년)
  - 바이트호펜안데어입스 (1868년)
  - 비너노이슈타트 (1866년)

- 슈타이어마르크주
  - 그라츠 (1850년)

- 티롤주
  - 인스브루크 (1850년)

- 잘츠부르크주
  - 잘츠부르크 (1869년)

- 오버외스터라이히주
  - 린츠 (1866년)
  - 슈타이어 (1867년)
  - 벨스 (1964년)

- 빈 (1850년)

## 체코
체코에는 법률에 따라 지정된 25개의 헌장 도시가 존재하며 이들 도시는 오스트리아-헝가리 제국 시대에서 유래된 도시이다. 수도 프라하는 사실상 헌장 도시로 지정되어 있다.
- 중앙보헤미아주
  - 클라드노
  - 믈라다볼레슬라프

- 흐라데츠크랄로베주
  - 흐라데츠크랄로베

- 카를로비바리주
  - 카를로비바리

- 리베레츠주
  - 리베레츠
  - 야블로네츠나트니소우

- 모라바슬레스코주
  - 프리데크미스테크
  - 하비르조프
  - 카르비나
  - 오파바
  - 오스트라바

- 올로모우츠주
  - 올로모우츠
  - 프르제로프
  - 프로스테요프

- 파르두비체주
  - 파르두비체

- 플젠주
  - 플젠

- 프라하 (사실상)

- 남보헤미아주
  - 체스케부데요비체

- 남모라바주
  - 브르노

- 우스티주
  - 호무토프
  - 데친
  - 모스트
  - 테플리체
  - 우스티나트라벰

- 비소치나주
  - 이흘라바

- 즐린주
  - 즐린

## 같이 보기
- 독립시